# Pont Willy-Brandt
Le pont Willy-Brandt est l'un des ponts nantais qui traversent la Loire, plus exactement le bras de la Madeleine.

## Description
Il relie le quartier de Malakoff - Saint-Donatien (gare SNCF, stade Marcel-Saupin) à celui de l'Île de Nantes (palais des sports, centre commercial).
Dû à l'architecte Charles Lavigne, il s'agit d'un pont en béton précontraint constitué de voussoirs formant trois travées  par encorbellements.
Il a été réalisé simultanément avec le pont des Trois-Continents entre juillet 1991 pour les premières études et la mise en service en février 1994, pour 275 MF HT (1992) soit 70,4 M€ actuels les deux ponts.

## Historique
Inauguré le 3 février 1995, il porte le nom que prend, à partir de son exil en Norvège pendant la Seconde Guerre mondiale, Herbert Karl Frahm, futur chancelier de la République fédérale d'Allemagne, de 1969 à 1974 et prix Nobel de la paix 1971.